# AKS 소수판별법
AKS 소수판별법은 어떤 자연수가 소수인지 판별하는 결정론적 알고리즘이다. 2002년 8월 6일, 인도 공과대학교 칸푸르의 컴퓨터 과학자 마닌드라 아그라왈, 니라지 카얄, 니틴 삭세나가 공동으로 출판한 논문 "PRIMES is in P"에서 처음으로 발표되었다.
세 저자는 이 연구로 2006년 괴델상, 풀커슨상을 포함 각종 상을 수상하였다.

## 중요성
AKS 소수판별법은 최초로 발견된 일반적이고, 무조건적이고, 결정론적인 다항 시간 알고리즘이다. 4가지 가운데 3가지 특성을 가진 알고리즘은 존재했으나, 4가지 특성을 모두 가진 것은 AKS가 최초이다.
- 일반적: AKS 알고리즘은 모든 자연수에 대해 그 수가 소수인지 합성수인지를 판별할 수 있다. 속도가 빠른 기존의 소수 판별 알고리즘들은 몇몇 특징을 가진 소수에 대해서만 작동하였다.

예를 들어 루카스-레머 소수판별법은 메르센 소수에 대해서만 동작하며, 뤼카-레머-리젤 소수판별법은 k ⋅ 2n − 1(k는 홀수)인 수에 대해서만 작동하고, 페팽 소수판별법은 페르마 수에 대해서만 동작한다.
- 다항 시간: AKS 알고리즘의 시간 복잡도는 최악의 경우에도 소수의 자리수에 대해 다항 시간안에 완료된다. 타원곡선 소수판별법이나 APR 소수판별법은 모든 자연수에 대해 다항 시간 안에 완료된다는 것이 증명되지 않았다.
- 결정론적: AKS 알고리즘은 자연수가 소수인지 합성수인지를 결정적으로 확인할 수 있다. 밀러-라빈 소수판별법이나 베일리-PSW 소수판별법은 모든 자연수에 대해 다항 시간 안에 완료되지만, 이 판별법으로 소수라는 답이 나오더라도 해당 자연수가 합성수일 확률이 존재한다.
- 무조건적: AKS 소수판별법은 증명되지 않은 가설에 기반하고 있지 않다. 밀러 소수판별법은 결정론적이고, 모든 자연수에 대해 다항 시간 안에 완료되지만, 아직 증명되지 않은 일반화 리만 가설이 참일 경우에만 참이라는 것이 증명되어 있다.

## 개요
AKS 소수판별법은 다음과 같은 정리를 이용한다
정수 n (≥ 2) 은, n과 서로소인 모든 정수 a에 대해 다음 합동식이 성립할 때만 소수이며, 그렇지 않으면 합성수이다.
{\displaystyle (x-a)^{n}\equiv (x^{n}-a){\pmod {n}}\qquad (1)}
위 항등식에서 x는 자유 변수이며, {\displaystyle (x-a)^{n}}을 풀었을 때 좌변과 우변의 모든 계수가 일치해야 한다.
위 정리는 페르마 소정리를 다항식에 대해 일반화한 것으로, 다음 정리를 이용하여 쉽게 증명할 수 있다.
{\displaystyle 0<k<n}인 모든 k에 대해 {\displaystyle {n \choose k}\equiv 0{\pmod {n}}}이면, n은 소수이며, 그렇지 않으면 합성수이다.
정리 (1)은 그 자체로 소수판별법이지만, 모든 정수에 대해 이 관계를 검증하는 것은 지수 시간 알고리즘이다. 이 방법의 시간복잡도를 줄이기 위해, AKS 알고리즘은 다음 합동식을 이용한다.
{\displaystyle (x-a)^{n}\equiv (x^{n}-a){\pmod {(n,x^{r}-1)}}\qquad (2)}
위 식은 다음 명제와 같은 의미를 갖는다.
{\displaystyle (x-a)^{n}-(x^{n}-a)=nf+(x^{r}-1)g}를 만족하는 다항식 f와 g가 존재한다.
r의 크기가 n의 자리수에 대해 로그 복잡도를 가지므로, 다항식 f와 g의 존재를 찾는 것은 다항 시간 안에 완료할 수 있다.

## 알고리즘
AKS 알고리즘의 개요는 다음과 같다.
1보다 큰 정수 n을 입력으로 받는다.
1. {\displaystyle n=a^{b}}인 정수 a > 1 와 b > 1 가 존재하면, 합성수를 출력한다.
2. {\displaystyle o_{r}(n)>\log ^{2}(n)}을 만족하는 가장 작은 r을 찾는다.
3. 만약 a ≤ r이고 1 < gcd(a, n) < n 을 만족하는 정수 a가 존재하면, 합성수를 출력한다.
4. 만약 n ≤ r이면 소수를 출력한다. 만약 n>5690034이면 이 단계는 무시해도 된다.
5. 1에서 {\displaystyle \scriptstyle \lfloor \scriptstyle {{\sqrt {\varphi (r)}}\log(n)}\scriptstyle \rfloor }까지의 모든 정수 a에 대해,
{\displaystyle (x+a)^{n}\neq x^{n}+a{\pmod {x^{r}-1,n}}}이면, 합성수를 출력한다.
6. 소수를 출력한다

위 알고리즘에서 or(n)은 곱의 차수, 즉 {\displaystyle n^{k}\equiv 1{\pmod {r}}}을 만족하는 가장 작은 k이다. log는 이진 로그 함수이고, {\displaystyle \phi (r)}은 오일러 피 함수이다.

## 예시
n=31을 소수판별하고 싶다고 하자.
1. {\displaystyle 31^{\frac {1}{2}},31^{\frac {1}{3}},31^{\frac {1}{4}}}는 모두 자연수가 아니다. (31의 1/5제곱부터는 거듭제곱들이 2 미만이 되므로 검사할 필요가 없다.)
2. r = 29이다.
3. gcd(2, 31)=1, gcd(3, 31)=1, ... , gcd(28, 31)=1, gcd(29, 31)=1이다.
4. 31>29이므로 5단계로 넘어간다.
5. {\displaystyle (x+a)^{n}\equiv x^{n}+a{\pmod {x^{r}-1,n}}}이 성립하려면 (A) {\displaystyle (x+a)^{n}{\pmod {x^{29}-1,31}}}에서 (B) {\displaystyle x^{n}+a{\pmod {x^{29}-1,31}}}를 뺀 값이 (mod xr-1, n)에서 0이어야 한다. 따라서,
(A) {\displaystyle (x+a)^{31}\equiv x^{31}+31x^{30}a+465x^{29}a^{2}+\cdot \cdot \cdot +465x^{2}a^{29}+31xa^{30}+a^{31}{\pmod {x^{29}-1,31}}}이고, 이 전개한 식을 x29-1로 나눈 나머지는 {\displaystyle a^{31}+465a^{2}+(31a+31a^{30})x+(1+465a^{29})x^{2}+\cdot \cdot \cdot +4495a^{3}x^{28}}
가 되며 다시 이 식을 31로 나눈 나머지는 {\displaystyle a^{31}+x^{2}}가 된다. 따라서
(A) {\displaystyle (x+a)^{31}\equiv a^{31}+x^{2}{\pmod {x^{29}-1,31}}}
이 되고,
(B) {\displaystyle x^{31}+a\equiv x^{2}+a{\pmod {x^{29}-1,31}}}
이 된다. 여기서 (A) - (B)는
{\displaystyle a^{31}-a\equiv 0{\pmod {x^{29}-1,31}}}
이 되며, a=1부터 a={\displaystyle \lfloor {\sqrt {\varphi (29)}}\log _{2}{31}\rfloor }=26까지의 정수들에 대하여 {\displaystyle a^{31}-a\equiv 0{\pmod {31}}}이 성립하므로 조건을 만족하는 모든 a에 대하여{\displaystyle (x+a)^{n}\equiv x^{n}+a{\pmod {x^{r}-1,n}}}이 성립한다.
6. 따라서 n=31은 소수가 된다.

## 참고 문헌
- H. W. Lenstra jr. 와 Carl Pomerance, "Primality testing with Gaussian periods", 2011년 4월 12일